# Carl Brodführer

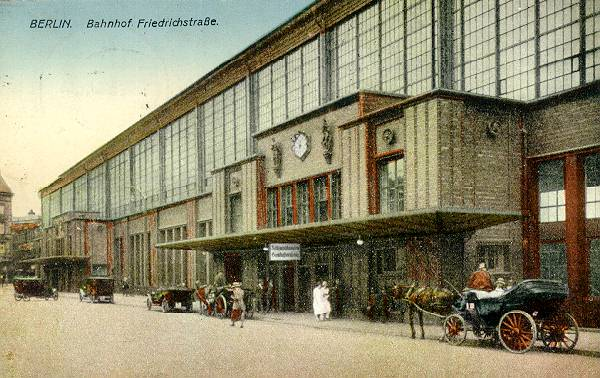
Bahnhof Friedrichstraße in Berlin nach dem Umbau

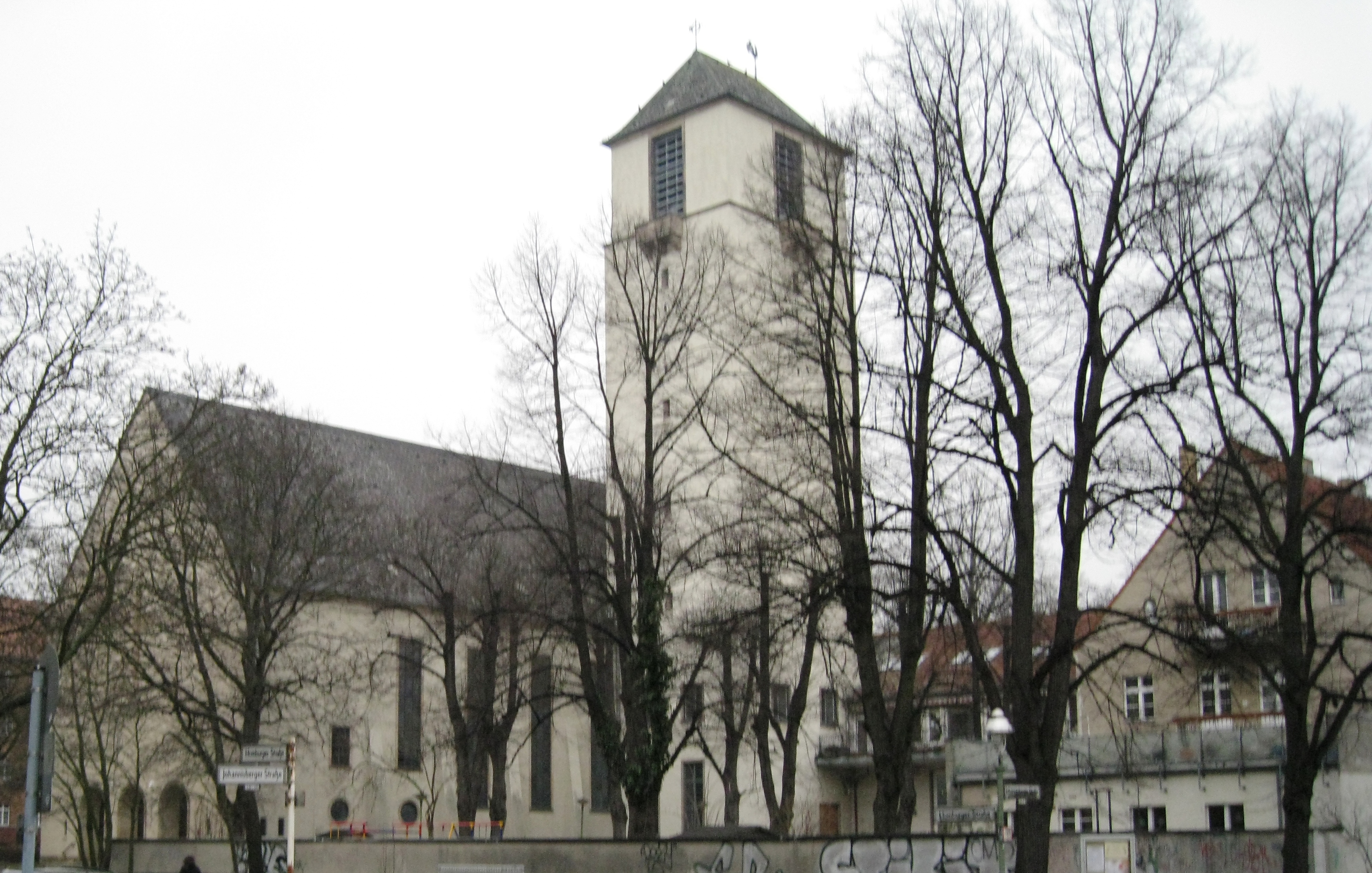
Lindenkirche in Berlin-Wilmersdorf

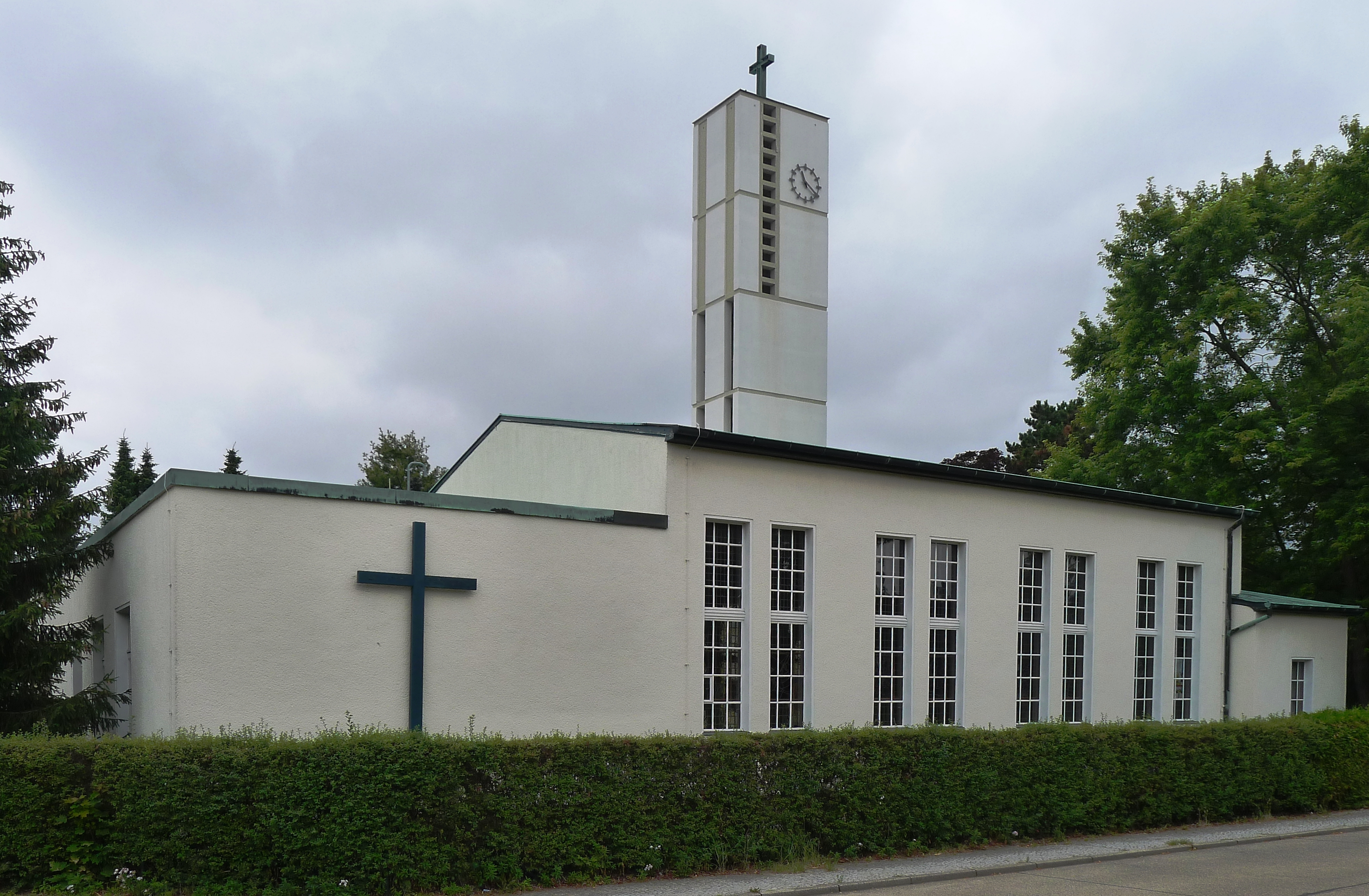
Gnadenkirche in Berlin-Wilhelmstadt

Carl Theodor Brodführer (* 2. März 1884 in Meiningen; † 10. Mai 1960 in Berlin) war ein deutscher Architekt und Baubeamter.

## Leben
Nach dem Besuch des Gymnasiums in Meiningen studierte Brodführer Architektur an der Technischen Hochschule (Berlin-)Charlottenburg und der Technischen Hochschule München. Nach der bestandenen Diplom-Hauptprüfung absolvierte er den Vorbereitungsdienst als Regierungsbauführer (Referendar in der öffentlichen Bauverwaltung) in Berlin, Jerusalem und Danzig, bevor er nach dem bestandenen Staatsexamen ab 1914 als Hilfsarbeiter im preußischen Ministerium der öffentlichen Arbeiten tätig war. Von 1914 bis 1919 war er Soldat im Ersten Weltkrieg, aus dem er oberschenkelamputiert zurückkehrte. Von 1920 bis 1924 war Brodführer im Rang eines Regierungs- und Baurats in der Bauverwaltung der Deutschen Reichsbahn tätig. Seine bedeutendste Arbeit hier war der Umbau des Bahnhofs Friedrichstraße. Ab 1924 war er selbstständiger Architekt in Berlin. 1932 wurde er Mitglied im Reichswettbewerbsausschuss, 1935 erster stellvertretender Vorsitzender der Reichskammer der bildenden Künste für das Gebiet Kurmark. Am 8. Oktober 1937 beantragte er die Aufnahme in die NSDAP und wurde rückwirkend zum 1. Mai desselben Jahres aufgenommen (Mitgliedsnummer 5.833.267). Er arbeitete ab 1941 für die Organisation Todt und die SS.

## Bauten und Entwürfe (Auswahl)
- 1919–1925: Umbau und Erweiterung des Bahnhofs Friedrichstraße in Berlin
- 1922–1924: Erweiterungsbauten des Reichsverkehrsministeriums in Berlin, Voßstraße[2]
- 1925–1926: Verkaufshäuschen und Läden der Firma I. Neumann in Berlin, u. a. an der Ecke Mohrenstraße / Friedrichstraße[2]
- 1927: M.E.R.-Reisebüro in Berlin, Unter den Linden[3]
- 1928: M.E.R.-Reisebüro in Berlin, Kurfürstendamm / Joachimsthaler Straße[4]
- 1935–1936: Lindenkirche in Berlin-Wilmersdorf (nach Kriegsschäden verändert, unter Denkmalschutz)
- 1936–1937: Verwaltungs- und Wohngebäude der Rohrnetzwerkstatt der Berliner Wasserbetriebe in Berlin, Melchiorstraße 20–22
- 1938–1939: Verwaltungsgebäude der Berliner Wasserbetriebe in Berlin-Wilmersdorf, Hohenzollerndamm 45 / Seesener Straße 1–3 / Cicerostraße
- 1938–1939: Verwaltungsgebäude (sog. „Margarinehaus“) in Berlin-Wilmersdorf, Hohenzollerndamm 46–47 (unter Denkmalschutz)
- 1946–1957: Gnadenkirche in Berlin-Wilhelmstadt, Jaczostraße 52/54 (unter Denkmalschutz)
- 1955–1956: Evangeliumskirche in Berlin-Reinickendorf, Hausotterplatz 3 (mit Karl Streckebach)

## Schriften
- Die evangelische Lindenkirche in Berlin-Wilmersdorf. In: Zentralblatt der Bauverwaltung, 57. Jahrgang 1937, S. 702–708.